# Вевис
Ве́вис (лит. Vievis, устар. рус. Евье) — город в Литве, в составе Электренского самоуправления, административный центр Вевисского староства.

## География
Расположен в 39 км от Вильнюса, на магистрали E85 (в литовской кодировке A1) «Вильнюс—Каунас—Клайпеда» по обеим её сторонам и на железнодорожной линии «Вильнюс—Каунас».
В городе имеется железнодорожная станция Вевис, автобусная станция; имеется гостиница.

## Название
Название (рус. на Вевю, 1577; Евье, 1619), как и название деревни Вевининкай, происходит от названия озера Вевис (лит. Vievis, Yvis). Поэтические вымыслы, связывающие название города с женой Гедимина Евой Иоанновной (Евна) из полоцких княжён, основания не имеет.

## Герб
Исторического герба у Вевиса не было. Вновь созданный герб изображает на синем фоне золотой (жёлтый) печатный станок XVI века.

## История
В XIV веке здесь был основан Евьеский Успенский монастырь, который в XV—XVI веках находился под опекой православной шляхты. При монастыре действовала православная школа, в которой велось преподавание на церковнославянском, белорусском и польском языках. Во второй половине XVI века монастырь пришёл в упадок, а школа была закрыта. В 1610 году, после закрытия типографии Виленского братства, князь Б. М. Огинский перенёс её в Евьевский монастырь. На тот момент Евье было его имением. Руководителем школы и типографии был известный белорусский православный деятель Леонтий Карпович. В типографии в 1619 г. была напечатана церковнославянская грамматика Мелетия Смотрицкого «Ґрамма́тіки Славе́нския пра́вилное Cv́нтаґма», которая положила фундамент новоцерковнославянского языка.
После присоединения территорий Беларуси и Литвы к Российской империи монастырь был упразднён в 1806 и обращён в приходскую церковь. В 1812 при нашествии Наполеона церковь и монастырские здания были сожжены. Известно, что в Евье несколько дней провёл при отступлении французской армии из России маршал Мюрат. В 1816 князь Г. Огинский построил католический костёл, сохранившийся до наших дней. В 1837 был заложен новый православный храм Успения Пресвятой Богородицы, освящённый в 1843 году архимандритом Виленского Свято-Духова монастыря Платоном, впоследствии митрополитом Киевским и Галицким. При храме находится придел во имя Святых Виленских мучеников Антония, Иоанна и Евстафия (освящён 5 ноября 1933).
Росту местечка во второй половине XIX века способствовало строительство ветви Ландварово — Прусская граница Петербурго-Варшавской железной дороги (Санкт-Петербург — Вильно — Варшава) и сооружение железнодорожной станции (1862). После Первой мировой войны неподалёку от Вевиса проходила демаркационная линия, ставшая практически границей с Польшей. В послевоенные годы Вевис стал городом (с 1950) и районным центром. С ликвидацией Вевисского района присоединён к Тракайскому району. При реформе самоуправления вошёл во вновь образованное в 2000 году Электренайское самоуправление.

## Население
| 2001  | 2002  | 2003  | 2004  | 2005  | 2006  | 2007  | 2008  | 2009  | 2010  | 2011  | 2012  |
| ----- | ----- | ----- | ----- | ----- | ----- | ----- | ----- | ----- | ----- | ----- | ----- |
| 5306  | ↘5301 | ↗5315 | ↘5274 | ↗5288 | ↘5200 | ↘5136 | ↘5118 | ↘5088 | ↘5060 | ↘4933 | ↘4845 |
| 2013  | 2014  | 2015  | 2016  | 2017  | 2018  | 2019  | 2020  | 2021  | 2022  | 2023  |       |
| ↘4745 | ↘4662 | ↘4593 | ↘4572 | ↘4552 | ↘4522 | ↘4506 | ↘4459 | ↘4311 | ↘4261 | ↘4214 |       |

## Экономика
Производство стройматериалов, комбикормов;
предприятия пищевой промышленности «Вевё паукштинас» («Vievio paukštynas»), «Вевё малунас» («Vievio malūnas»).
Два музея — Музей геологии Литвы и Музей дорог (с 1995; знакомит с историей дорог, дорожного строительства и транспорта в Литве с древнейших времён до наших дней).
Начальная и средняя школы.